# د. جاي مور
د. جاي مور (بالإنجليزية: D. J. Moore)‏ هو لاعب كرة قدم أمريكية أمريكي، ولد في 22 مارس 1987 في سبارتانبرغ في الولايات المتحدة.

## وصلات خارجية
- د. جاي مور على موقع مرجع كرة القدم المحترفة.كوم (الإنجليزية)